# XNINE
X NINE - Cửu thiếu niên đoàn (tiếng Trung: X玖少年团, pinyin: X Jiǔ Shào Nián Tuán) là một nhóm nhạc nam Trung Quốc bao gồm 9 thành viên: Triệu Lỗi, Hạ Chi Quang, Trần Trạch Hy, Bành Sở Việt, Ngũ Gia Thành, Cốc Gia Thành, Quách Tử Phàm, Tiêu Chiến và Yên Hủ Gia.
Nhóm đã ra mắt vào ngày 28 tháng 9 năm 2016 với đĩa đơn đầu tiên, In Our own Name (tiếng Trung: 以己之名, pinyin:Yǐ Jǐ Zhī Míng). Họ được thành lập thông qua chương trình X - Fire (Bùng cháy đi thiếu niên - 燃烧吧少年) của EE Media, Tencent Video và SM Entertainment.

## Ý nghĩa của tên nhóm
Chữ X trong tên của nhóm đại diện cho "khả năng vô hạn và vô hạn"
Trong khi nhân vật Cửu tham khảo truyện dân gian Trung Quốc, Cửu vĩ của rồng.(tiếng Trung: 龙生九子, pinyin: Lóng Shēng Jiǔ Zî).
Tên fandom của nhóm là Tửu Oa.

## Thành viên
| Tên           | Tên          | Tên         | Nơi sinh               | Ngày sinh         | Màu đại diện | Tên fandom        |
| Hán - Việt    | Latinh       | Tiếng Trung | Nơi sinh               | Ngày sinh         | Màu đại diện | Tên fandom        |
| Trần Trạch Hy | Chen Zexi    | 陈泽希      | Trường Sa, Hồ Nam      | 24 tháng 3, 1992  |              | Nữ Thần           |
| Cốc Gia Thành | Gu Jiacheng  | 谷嘉诚      | Côn Minh, Vân Nam      | 19 tháng 6, 1992  |              | Tường Thành       |
| Ngũ Gia Thành | Wu Jiacheng  | 伍嘉成      | Giang Môn, Quảng Đông  | 18 tháng 7, 1993  |              | Ngũ Nhân          |
| Tiêu Chiến    | Xiao Zhan    | 肖战        | Trùng Khánh            | 5 tháng 10, 1991  |              | Tiểu Phi Hiệp     |
| Bành Sở Việt  | Peng Chuyue  | 彭楚粤      | Quảng Châu, Quảng Đông | 16 tháng 10, 1993 |              | D.K (Dark Knight) |
| Quách Tử Phàm | Guo Zifan    | 郭子凡      | Thanh Đảo, Sơn Đông    | 11 tháng 7, 1997  |              | Tử Thự            |
| Triệu Lỗi     | Zhao Lei     | 赵磊        | Phúc Kiến, Hạ Môn      | 1 tháng 1, 1999   |              | Đoàn Tử           |
| Hạ Chi Quang  | Xia Zhiguang | 夏之光      | Hợp Phì, An Huy        | 4 tháng 1, 2000   |              | Cực Quang         |
| Yên Hủ Gia    | Yan Xujia    | 焉栩嘉      | Yên Đài, Sơn Đông      | 23 tháng 9, 2001  |              | Garfield          |

## Danh sách đĩa nhạc

### Single
| #  | Thông tin                                        | Ngày phát hành | Công ty phát hành                                                              |
| 1  | In Our Own Name (以己之名)                       | 24/09/2016     | EE-Media                                                                       |
| 2  | B.O.Y.S.                                         | 09/11/2016     | EE-Media                                                                       |
| 3  | Eight Principles of Yong (永字八法)              | 18/12/2016     | EE-Media                                                                       |
| 4  | Say No (炫斗青春)                                | 28/04/2017     | EE-Media                                                                       |
| 5  | We Want What We Want                             | 02/01/2018     | Wajijiwa Entertainment                                                         |
| 6  | May I Have Your Heart-IP? (永不下线的,才算爱吗?) | 02/02/2018     | Wajijiwa Entertainment                                                         |
| 7  | BIG SHOW                                         | 16/03/2018     | Wajijiwa Entertainment                                                         |
| 8  | Face Face (顏值说)                               | 17/04/2018     | Wajijiwa Entertainment                                                         |
| 9  | I Want to Give You (我想给你)                    | 24/04/2018     | Wajijiwa Entertainment, Golden Dog Entertainment (?) và Tian Cai Lian Meng (?) |
| 10 | Fights Break Sphere (斗破苍穹)                   | 30/08/2018     | Dai Mao Hu Yu (?)                                                              |

### Mini Albums
| # | Thông tin về album | Ngày phát hành                                    | Công ty phát hành      | Tracklist | Sales                                            |
| 1 | X Jiu (X玖)        | 24/09/2016                                        | EE-Media               | 1. In Our Own Name (以己之名) 2. B.O.Y.S 3. Eight Principles of Yong (永字八法) | - 200,000+ (Kuwo Music) - 150,000+ (Kugou Music) |
| 2 | Keep Online        | 14/02/2018 (YES Version), 09/05/2018 (NO Version) | Wajijiwa Entertainment | YES Version 1. We Want What We Want 2. May I Have Your Heart-IP? (永不下线的,才算爱吗?) 3. BIG SHOW 4. Face Face (顏值说) NO Version 1. Like! Like! (你想我吗?) – Ngũ Gia Thành, Bành Sở Việt, Cốc Gia Thành, Tiêu Chiến 2. Signal (信号) – Triệu Lỗi, Ngũ Gia Thành, Bành Sở Việt, Tiêu Chiến 3. Game Player (玩家) – Triệu Lỗi, Hạ Chi Quang, Quách Tử Phàm, Yên Hủ Gia 4. Fervor (炽热) – Hạ Chi Quang, Cốc Gia Thành, Quách Tử Phàm, Yên Hủ Gia; lời bài hát: Cốc Gia Thành, Yên Hủ Gia | - 600,000+ (Kuwo Music)                          |

## Phim và Nhạc Phim

### Phim
| Năm  | Tên                                               | Thành viên                                                                                       |
| 2016 | Super Star Academy (Siêu tinh tinh học viện)      | Ngũ Gia Thành, Cốc Gia Thành, Tiêu Chiến, Bành Sở Việt, Trần Trạch Hy, Triệu Lỗi, Quách Tử Phàm  |
| 2017 | The Devotion of Suspect X                         | Yên Hủ Gia                                                                                       |
| 2018 | Monster Hunt 2 (Truy lùng quái yêu 2)             | Tất cả thành viên                                                                                |
| 2018 | Oh! My Emperor (Ôi! Hoàng đế bệ hạ của tôi)       | Cốc Gia Thành, Ngũ Gia Thành, Tiêu Chiến, Bành Sở Việt, Trần Trạch Hy, Yên Hủ Gia, Quách Tử Phàm |
| 2018 | Legend of the Ancient Sword                       | Ngũ Gia Thành                                                                                    |
| 2018 | Battle Through the Heavens (Đấu phá thương khung) | Ngũ Gia Thành, Cốc Gia Thành, Tiêu Chiến, Bành Sở Việt                                           |
| 2019 | The Forty-Years-Old Man in High School            | Yên Hủ Gia                                                                                       |
| 2019 | The Rookies (Tố nhân đặc công)                    | Tiêu Chiến                                                                                       |
| 2019 | The Bravest                                       | Hạ Chi Quang                                                                                     |
| 2019 | Cùng em đến đỉnh cao thế giới                     | Yên Hủ Gia                                                                                       |
| 2019 | Tiểu Hoan Hỷ                                      | Quách Tử Phàm                                                                                    |

### Nhạc Phim
| Ngày phát hành | Tên bài hát                       | Lời bài hát  | Trình bày                                  | Hiệu suất                        |
| Năm 2018       | Dịch chuyển                       | —            | Ngũ Gia Thành, Vương Tâm Lăng              | "Ôi! Hoàng đế bệ hạ của tôi" OST |
| Năm 2018       | Dường như đã rơi vào biển tình ái | —            | Cốc Gia Thành ft Triệu Lộ Tư               | "Ôi! Hoàng đế bệ hạ của tôi" OST |
| Năm 2018       | Bước theo bóng hình (踩 影子)     | Bành Sở Việt |                                            | "Ôi! Hoàng đế bệ hạ của tôi" OST |
| Năm 2018       | Thế giới có nàng                  | —            | Bành Sở Việt                               | "Ôi! Hoàng đế bệ hạ của tôi" OST |
| Năm 2018       | Fights Break Sphere               | —            | Cốc Gia Thành, Ngũ Gia Thành, Bành Sở Việt |                                  |
| Năm 2019       | Vô Ky                             | —            | Vương Nhất Bác, Tiêu Chiến                 | "Trần Tình Lệnh" OST             |
| Năm 2019       | Khúc tận trần tình                | —            | Tiêu Chiến                                 | "Trần Tình Lệnh" OST             |

## Giải thưởng
| Năm  | Giải thưởng                     | Hạng mục                         | Kết quả   |
| 2016 | Tencent Video Starlight Awards  | Boyband of the Year Award        | Đoạt giải |
| 2016 | Fans Carnival Annual Festival   | Newcomer Group of the Year Award | Đoạt giải |
| 2017 | Asian New Songs Annual Festival | Most Popular Group Award         | Đoạt giải |
| 2017 | Asian Music Gala Awards         | Most Popular Group Award         | Đoạt giải |